# ستيف براون (لاعب كرة قدم مواليد 1961)
ستيف براون (بالإنجليزية: Steve Brown)‏ هو لاعب كرة قدم بريطاني في مركز الهجوم، ولد في 21 أكتوبر 1961. لعب مع نادي هيبرنيان.